# يورغ هاس
يورغ هاس هو منافس ألعاب قوى ألماني، ولد في 27 فبراير 1968 في أوفنبورغ في ألمانيا.

## وصلات خارجية
- يورغ هاس على موقع الاتحاد الدولي لألعاب القوى (الإنجليزية)
- يورغ هاس على موقع أوليمبيديا (الإنجليزية)